# 日本航空115便しりもち事故
日本航空115便しりもち事故（にほんこうくう115びんしりもちじこ）は、1978年（昭和53年）6月2日（金曜日）、東京国際空港発大阪国際空港行日本航空115便（ボーイング747SR-46型機）が大阪府豊中市蛍池西町の大阪国際空港に着陸する際、パイロットエラーによって機体尾部を滑走路面に接触させた（いわゆるしりもち着陸、以下「不良着陸」という）事故である。
当該機はこの事故の7年後（1985年）に日本航空123便墜落事故を起こしている。123便の墜落事故について運輸省航空事故調査委員会は事故調査報告書にて、115便の事故後ボーイングによって行われた圧力隔壁の不適切な修理による破損が原因であると推定している。

## 飛行の詳細

### 事故機に関するデータ
115便に使用されたボーイング747SR-46型機（機体記号：JA8119、製造番号：20783）は1974年（昭和49年）1月30日に製造、総飛行時間は8,830時間07分であった。

### 運航乗務員
機長は41歳。総飛行時間は7,912時間で、そのうち220時間がB747型機の飛行である。
副操縦士は36歳。総飛行時間は564時間で、そのうち286時間がB747型機の飛行である。
航空機関士は44歳。総飛行時間は4,070時間で、そのうち2,780時間がB747型機の飛行である。

## 概要

事故を再現した動画

115便は羽田空港から伊丹空港へ向かう国内定期旅客便だった。伊丹空港へはILSで滑走路32Lへ進入した。1度目の接地で機体はバウンドし、2度目の接地で尾部を激しく滑走路に擦り付けた。
死者はいなかったが、事故により2人が重傷を負い、後の調査で23人が軽傷を負ったと分かった。

## 事故後の経過
この事故により、機体の尾部は大きく損傷し、圧力隔壁にも亀裂が生じていた。そのためJALは、今回の不良着陸で損傷した圧力隔壁など機体尾部の修理をボーイングに依頼したが、同社のエンジニアら40人による圧力隔壁の修理に欠陥があり、損傷した圧力隔壁の交換部分との繋ぎ目に挟む部材が、途中で2枚にカットされていたため、本来2列必要なリベットが1列分しか利かない状態になっていた。また、その後のJALの検査では、欠陥修理部分が他の部材に覆われて見えなくなっていたため、欠陥修理は発見できなかった。これらの要因によって、1985年（昭和60年）8月12日に、日本航空123便墜落事故が引き起こされた。
- 客室側から見た後部圧力隔壁の一部
- 不適切な修理の図解

### その後起こした事故
JA8119は、今回の事故を含め計3回の事故を起こしている。
1982年（昭和57年）8月19日、羽田空港発千歳空港行きが、着陸の際に視界不良とパイロットの判断ミスにより滑走路の右に逸脱。第4エンジンが地上に接触、着陸復航（着陸をやり直すこと）した。視界不良の中、機長が副操縦士に操縦を行わせたのは、当時の日本航空の社内規定違反だった。
1985年（昭和60年）8月12日、羽田空港発伊丹空港行き日本航空123便が、離陸12分後、今回の事故後の欠陥修理により、金属疲労が原因でAPU・垂直尾翼が大部分破損し、油圧系統がオールロス。機体の制御が不能になり、群馬県多野郡上野村の高天原山の尾根に墜落。乗員乗客524名中520名が死亡、4名が重傷を負った（日本航空123便墜落事故）。